# Scarus forsteni
Scarus forsteni és una espècie de peix de la família dels escàrids i de l'ordre dels perciformes.

## Morfologia
Els mascles poden assolir els 55 cm de longitud total.

## Distribució geogràfica
Es troba des de l'Illa Christmas fins a Pitcairn.